# Fancheng
Fancheng (樊城区; pinyin: Fánchéng Qū) is een stadsdeel van Xiangyang in de Chinese provincie Hubei.
In het oude China was Fancheng de tweelingstad van Xiangyang, dat aan de andere kant van de Hanrivier lag. De strategisch gelegen tweelingsteden waren meerdere malen het toneel van grote veldslagen zoals de slag bij Fancheng in de periode van de Drie Koninkrijken en het Beleg van Xiangyang tijdens de verovering van China door het Mongoolse Rijk.
In 1949 werd Fancheng samengevoegd met Xiangyang tot de nieuwe stadsprefectuur Xiangfan. In 2010 werd de stad hernoemd tot Xiangyang.